# 스타 다이빙 쇼 스플래시
《스타 다이빙쇼 스플래시》(영어: Splash!)는 연예인들이 모여 다이빙을 하는 리얼리티 방송이다. 영국의 ITV에서 처음 방영되었으며 이후 여러 나라에 플랫폼이 수출되었다. 대한민국에서는 문화방송에서 수입하여 방송하였다. 원래는 12회 방송으로 예정되어 있었으나, 출연자들의 잦은 부상과 안전성 문제로 4회만에 조기종영되었다.

## 출연자

### 진행
신동엽, 전현무

### 도전자
NS윤지, 강인, 공찬, 리세, 김동현, 김새롬, 김영호, 민호, 박재민, 샘 해밍턴, 소유, 아이비, 양동근, 여홍철, 오승현, 오직, 이봉원, 이훈, 임호, 조은숙, 최수린, 클라라, 타오, 홍석천, 홍여진

### 심사위원
정보석, 최윤희, 이인애, 신우찬

## 경연 방식
- 25명이 도전하며 A, B, C, D 총 네 조로 나뉘어 예선을 치른다.
- 예선 경연 방식은 6~7명의 참가자들이 1차 경연을 통해 한번씩 다이빙을 선보이면 심사위원 점수와 현장투표단 점수를 50대 50으로 합산하여 1등과 꼴등을 가리고, 1등은 바로 본선 진출, 최하위는 탈락을 하게 된다.
- 그리고 남는 4~5명의 참가자들이 2차 경연을 통해 다시 한번 다이빙을 선보이면 심사위원 점수에 따라 최하위는 탈락하는 방식이다.
- 이봉원은 부상으로 인해 1, 2차 경연 합격 후 하차했다.
- 조기종영으로 인해 D조에서는 탈락자를 발표하지 않았다.

### 조 1위
- A조 : 리세
- B조 : 이훈
- C조 : 김동현
- D조 : 공찬

### 2차 경연 탈락자
클라라, 오승현, 오직

### 1차 경연 탈락자
샘 해밍턴, 홍여진, NS윤지

## 시청률
AGB닐슨 미디어 리서치에서 공개한 표를 바탕으로 작성한 시청률이다. 빨간색 글씨는 최고 시청률, 파란색 글씨는 최저 시청률을 나타낸다.
| 회차  | 방송일   | 시청률              | 시청률 |
| 회차  | 방송일   | AGB닐슨 전국 시청률 |        |
| ----- | -------- | ------------------- | ------ |
| 제1회 | 8월 23일 | 8.5%                |        |
| 제2회 | 8월 30일 | 7.9%                |        |
| 제3회 | 9월 6일  | 7.3%                |        |
| 제4회 | 9월 13일 | 5.1%                |        |